# بيجو 308 II
بيجو 308 II هي سيارة من تصنيع بيجو، وهي الجيل الثاني من بيجو 308، وظهرت هذه السيارة أول مرة بمعرض ألمانيا الدولي للسيارات في شتنبر من سنة 2013 ، كما حصلت على جائزة سيارة العام الأوروبية سنة 2014، بعد 12 سنة من تتويج بيجو بيجو 307 